# Jean-Baptiste de Voglie
Jean-Baptiste Nicolas de Voglie nato Jean Bentivoglio (1723 o 1724 – ottobre 1777) è stato un ingegnere italiano progettista di ponti e strade.

## Biografia
Discendente del ramo di Ferrara dei Bentivoglio, Jean de Voglie entrò nel Corps des Ponts et chaussées nel 1742, alle dipendenze dell'ingegnere Perronet ad Alençon, dove si distinse realizzando un gran numero di progetti stradali. Nel 1746, passò nella généralité di Parigi, e nel 1751 fu nominato ingegnere capo della généralité di Tours in sostituzione di Mathieu Bayeux, ispettore generale nel 1770, responsabile per il completamento del ponte Wilson.

## Opere
Dal 1733, presentò il progetto di ricostruzione del ponte di Saumur che porta, non si sa perché, il nome del suo collaboratore  Cessart. Si tratta di un ponte con dodici archi di venti metri di luce di cui diresse e realizzò l'opera nel 1737, la prima applicazione della tecnica delle fondazioni con cassoni bloccati su piloni inseriti più di 2,50 metri sotto il livello dell'acqua.

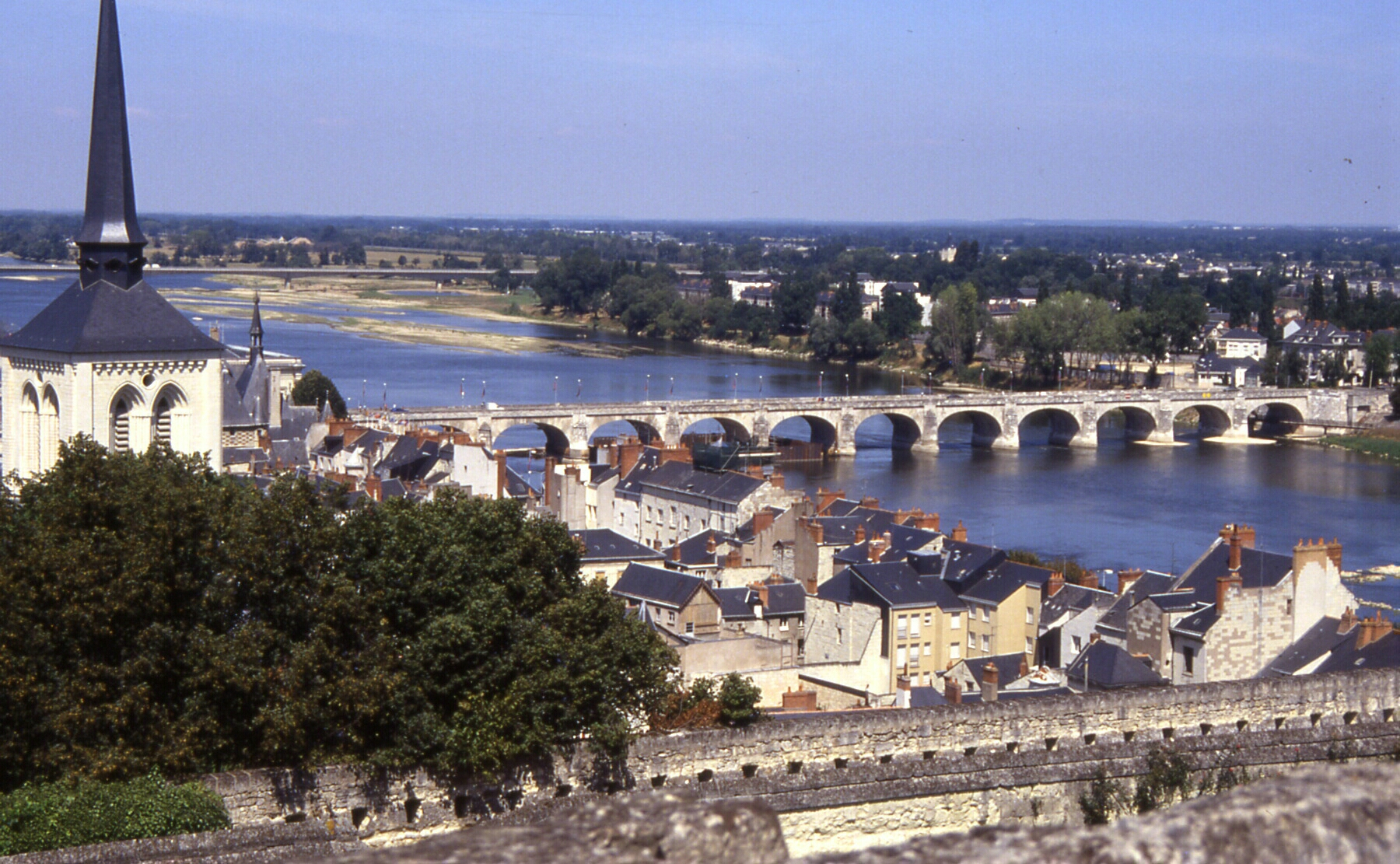
Ponte Cessart a Saumur

I caissoni erano stati usati già nel 1738, a Londra per la costruzione del ponte di Westminster, dall'ingegnere Charles Labelye (1705-1781), ma poi erano stati bloccati direttamente sul fondo del Tamigi, mentre a Saumur la difficoltà principale consisteva nella necessità di inserire ogni pilone in un piano orizzontale, a una grande profondità sotto l'acqua, per servire come piastra ai cassoni, ed è per superare questa difficoltà che consisteva il merito del capo ingegnere di Voglie.
Successore nominato, nell'incarico di primo ingegnere e direttore, da Perronet, con il quale era intimamente imparentato, de Voglie non ebbe il tempo di assumere l'incarico essendo stato stroncato prematuramente da una malattia.
L’architetto Lecreulx, che fu per molto tempo il capo a Saumur, disse di lui: 
(François-Michel Lecreulx)
De Voglie scrisse un articolo sulla costruzione dei ponti per l’Encyclopédie di Diderot e D’Alembert.